# Церковь Пантелеимона Целителя (Кисловодск)
Церковь Пантелеимона Целителя — храм русской православной церкви, расположенный в городе Кисловодск, представляет собой архитектурный памятник начала XX века. Известен как «Красный храм», его строительство завершено в 1912 году с использованием пожертвований благотворителей и прихожан.

## История строительства
Храм Святого великомученика и целителя Пантелеимона в Кисловодске начали строить в 1905 году на высоком участке Ребровой балки на Померанцевой улице. Строительство было осуществлено за счет пожертвований прихожан и благотворителей по проекту архитектора Г. Е. Волкова в эклектичном русском стиле. В свои приезды церковь посещал Шаляпин. Храм имел уникальную архитектуру с золотыми куполами и красным неоштукатуренным кирпичом.

## Освящение и знаменитые личности
В 1912 году храм был освящен, а в декабре 1918 года в нём крестили А. И. Солженицына. В начале 1930-х годов купола сняли, а службы прекратились. Здание использовалось как общежитие, спортзал, и после закрытия — для различных целей.

## Период неблагополучия и восстановление
Храм был разрушен и снесен в 1965 году, но верующие продолжали посещать святое место. В 1994 году началось восстановление с возведения креста в день памяти святого Пантелеимона Целителя. В 1998 году был открыт самостоятельный приход и возобновилась полноценная приходская жизнь.

## Современность и развитие
В 2002 году был заложен краеугольный камень нового крупного храма, и в 2008 году храму были подарены колокола. В 2012 году были освящены купола и кресты нового храма, а в 2016 году был освящен нижний придел в честь святой Ксении Петербургской на территории храма. Все работы завершены и церковь освящена 19 декабря 2018 года.

## Галерея

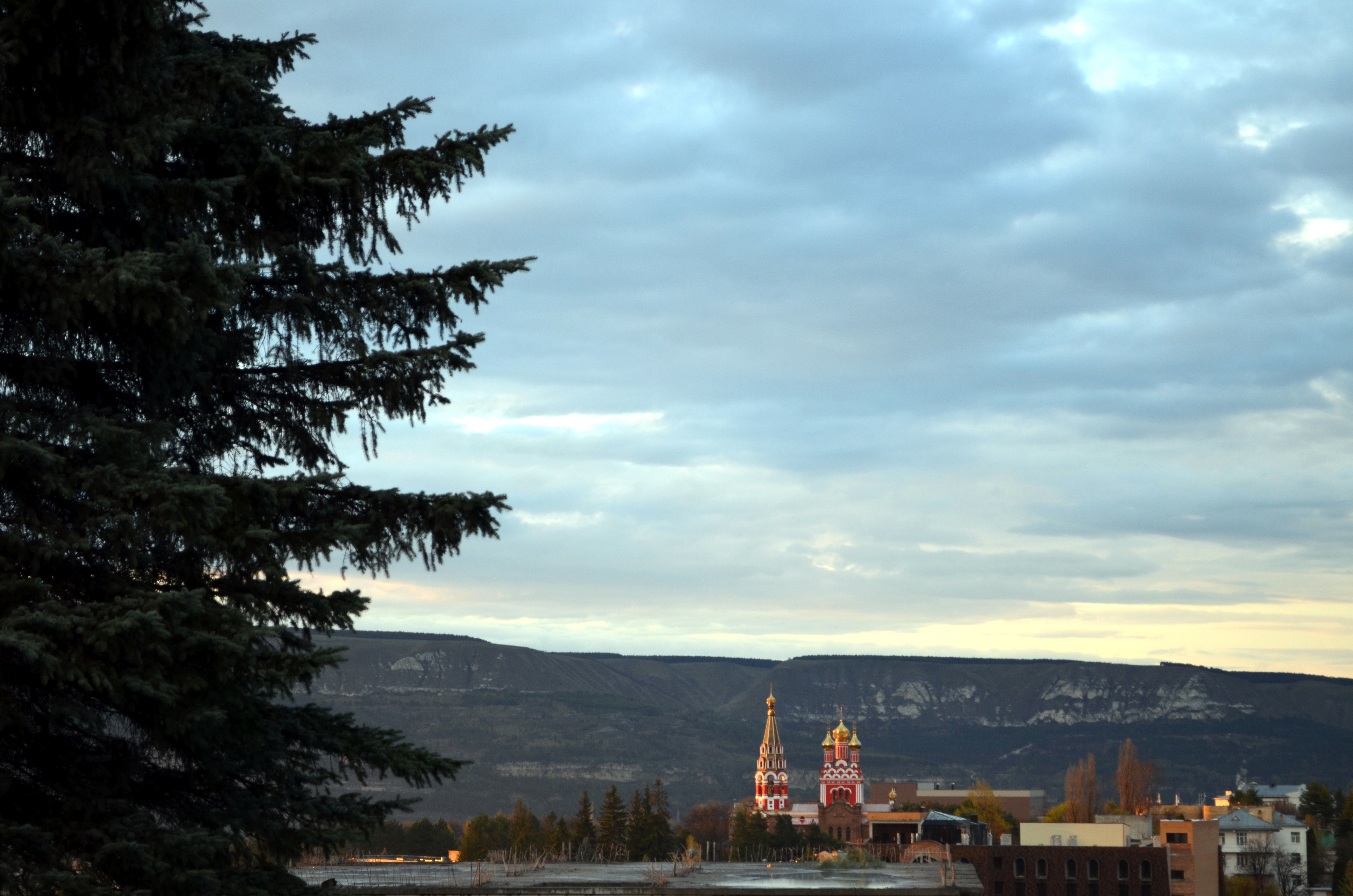
Храм в апреле 2016 года
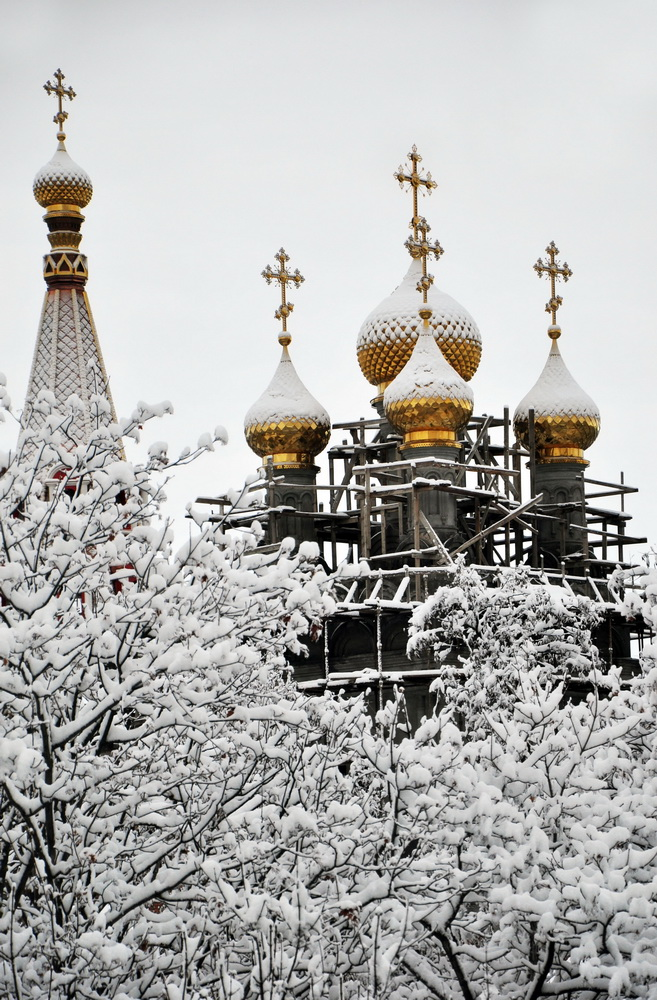
Храм в феврале 2014 года
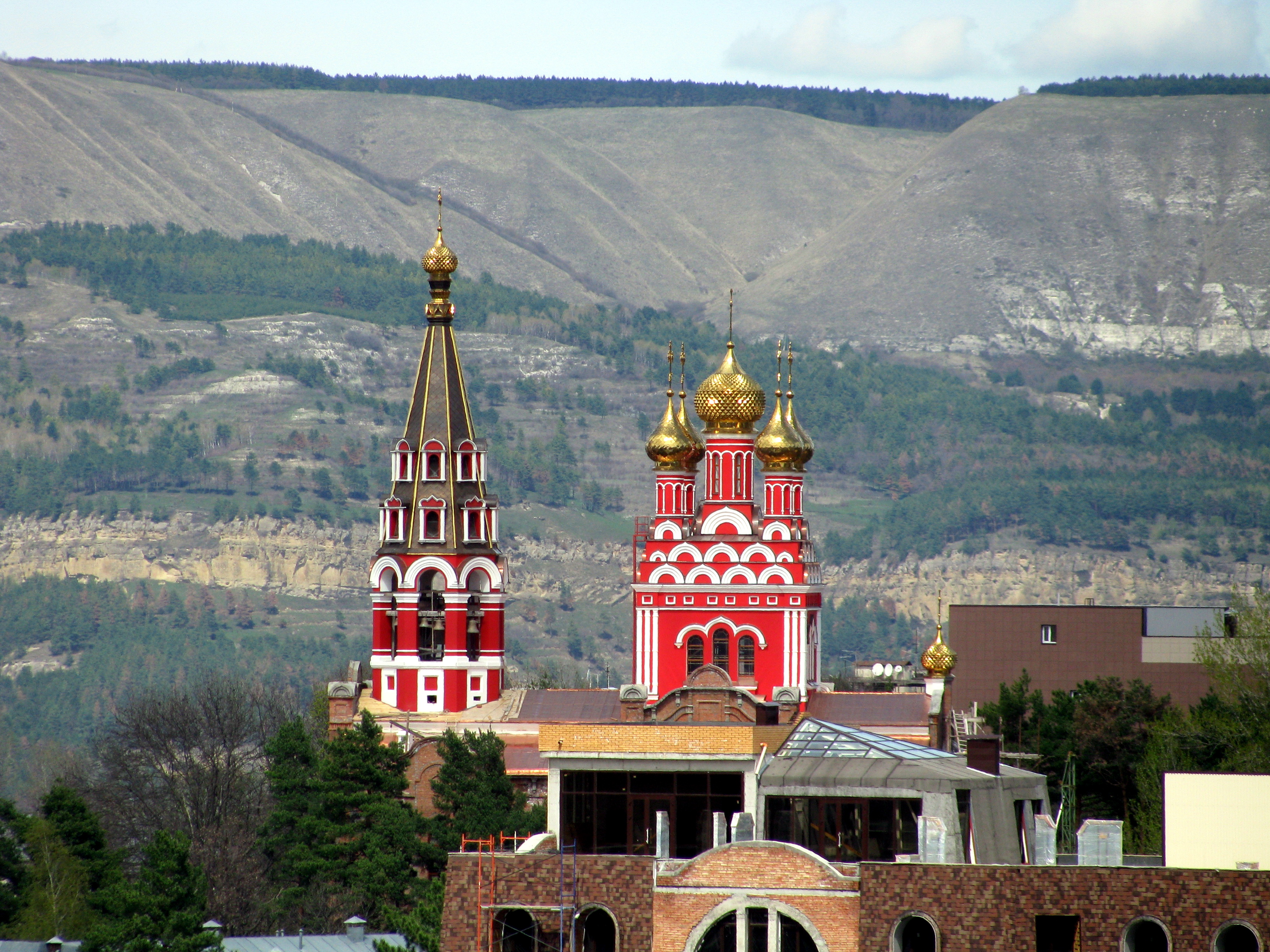
Вид с Каскадной лестницы